# Paul Mullie
Paul Mullie est un producteur  et scénariste,. Il est principalement connu pour avoir travaillé sur les séries Stargate SG-1, Stargate Atlantis et Stargate Universe. Aujourd'hui, il travaille sur une série adaptée de la saga Le Transporteur.
Paul Mullie travaille très souvent en collaboration avec Joseph Mallozzi, Robert C. Cooper, Andy Mikita et Carl Binder.

## Filmographie

### En tant que producteur
- 2000-2007 : Stargate SG-1
- 2004-2009 : Stargate Atlantis
- 2009-2011 : Stargate Universe
- 2015-2016 : Dark Matter

### En tant que scénariste
- 1999-2000 : Le Loup-garou du campus
- 2000-2007 : Stargate SG-1
- 2001 : Largo Winch
- 2004-2009 : Stargate Atlantis
- 2009-2011 : Stargate Universe
- 2011 : Le Transporteur
- 2015-2017 : Dark Matter